# لارگو

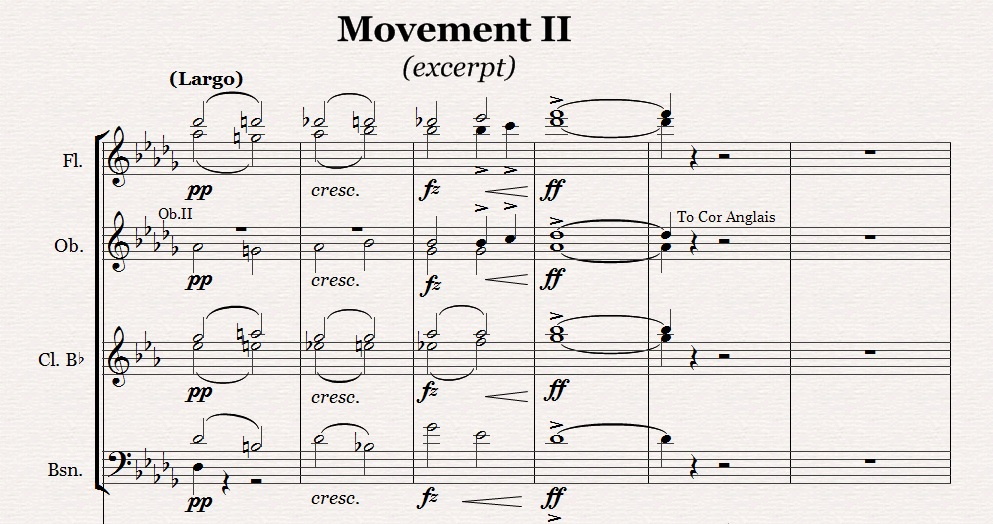
بخشی از پارتیتور سمفونی شماره ۹ آنتونین دورژاک

لارگُو (به ایتالیایی: Largo) از اصطلاحات موسیقی مربوط به سرعت موسیقی به معنای بسیار کُند، سنگین و کشیده‌است.
«لارگو» در لُغت به معنای: عریض، وسیع، فراخ، گشاد و مجلل می‌باشد.
به بیانی دیگر «لارگو» نشانگر موومانی است آهسته. دربرداشتی دیگر «لارگو» به هر قطعه موسیقی، حالتی باشکوه، روحانی، جدی و بسیار عمیق می‌بخشد.
«لارگو» در مترونوم‌های مختلف سرعتی معادل «۴۰ تا ۶۹» ضربه در دقیقه را مشخص می‌کند.(در مترونوم ویتنر «۴۰ تا ۶۰» ضربه نوشته شده‌است)

## نام‌ها و اصطلاحات مرتبط
- لارگیس سیمو (Larghissimo): بیش سنگین، خیلی وسیع، خیلی آهسته، خیلی مجلل. سرعتی معادل «۴۲» ضربه در دقیقه (برحسب نظر علی نقی وزیری).
- لارگامِنتِه (Largamente): به وسعت، به فراخی. اجرا در موومانی فراخ و با شکوه. در طول یک قطعه موسیقی، «لارگامِنتِه» به معنای این است که حالت موسیقی باید به تدریج سُست و گشاد بشود.
- لارگاندو (Largando): به تدریج آهسته‌تر و فراخ تر شدن.
- لارگو آس سای (Largo assai): بسیار وسیع، بسیار گشاد، بسیار فراخ. «Assai» به معنای بسیار، وقتی بعد از هر کلمه ای بیاید، اهمیت و تأثیر کلمه اول را بیشتر می‌کند.
- لارگت تزا (Larghezza): کُندی و آهستگی در موومان.
- لارگو دی مولتو (Largo di molto): خیلی آهسته و پَهن.
- لارگو مائستوسو (Largo maestoso): دارای حرکتی خیلی آرام و باشکوه و موقر.
- لارگو مانونتروپو (Largo ma non troppo): آهسته و پَهن اما نه خیلی زیاد.